# Albert C. Burrage
Albert C. Burrage (1859-1931) était un industriel américain qui a fait fortune dans l'exploitation du cuivre au Chili.

## Biographie
Albert Cameron Burrage est né à Ashburnham, dans le Massachusetts le 21 novembre dans une très vieille famille de la Nouvelle-Angleterre dont l'ancêtre John Burrage était arrivé en 1636. Élevé en Californie, il est diplômé de Harvard en 1883 et épouse Alice Hathaway en 1885, qui lui donne 4 enfants. Il débute comme avocat, qui défend la Brookline Gas Light Company en 1892, ce qui lui permet de devenir président de la "Boston, South Boston, Roxbury, and Dorchester Gas Light companies" et de la "Bay State Gas Company", postes dont il démissionne en 1898, car ces villes se tournent vers l'électricité, avec d'importants besoins en fils de cuivre. Il participe alors à la création, avec Marcus Daly, de l'Amalgamated Copper Mining Company, qui contrôle la majorité des parts de l'Anaconda Copper Company, dont il sera administrateur jusqu'à la dissolution sous l'ère du président américain Theodore Roosevelt. L'un de ses amis, Thomas W. Lawson (homme d'affaires) est très actif à la Bourse de Boston.
En 1910, il rencontre l'ingénieur américain Bradley, créateur d'un procédé permettant d'exploiter le grand gisement chilien de cuivre à faible teneur de Chuquicamata. 
Lors d'une vente aux enchères organisée par le négociant parisien Alexandre Stuer, le 14 décembre 1911, Albert C. Burrage, rachète la collection des minéraux de l'or du français Georges de la Bouglise, qui a créé en 1899 au Chili la Société des mines de cuivre de Catemu. Il est l'année suivante l'un des fondateurs de la Chile Exploration Company (Chilex) et de la Chile Copper Company, en s'intéressant aux procédés permettant de raffiner du minerai de cuivre à faible teneur. Il est également administrateur de la Standard Oil des Rockefeller. 
Actif dans vie politique de Boston, où il dispose d'un hôtel particulier, militant du Parti républicain, Albert C. Burrage a œuvré au sein de la Commission travaillant sur le métro de la ville. À New York, il a été membre du Bankers Club et du New York Yacht Club, prêtant son yacht Aztec, durant la Première Guerre mondiale pour aider à l'effort militaire. Peu avant sa mort en 1931, au moment où ses affaires périclitent en raison du krach de 1929, il se passionne pour la culture des orchidées et plus généralement pour l'horticulture. Il laisse une fortune de 6 millions de dollars mais aussi des dettes à la Famille Guggenheim liées au rachat de leurs entreprises dans le cuivre chilien.